# Eleccions europees a Espanya
Les eleccions europees a Espanya són les eleccions fetes a Espanya per a elegir als membres del Parlament Europeu que li corresponen a Espanya de manera proporcional. Els membres parlamentaris (anomenats diputats) són elegits per sufragi universal directe.
El sistema electoral d'Espanya per a aquestes eleccions està regulat pels articles 214 a 217 de la Llei Orgànica 5/1985, de 19 de juny, del Règim Electoral General.
El nombre de membres són readjustats seguint un sistema proporcional. Així, per a les eleccions a partir del 1994 es va establir que a Espanya li pertanyien 64 membres parlamentaris.
La circumscripció és tot el territori estatal (art. 214 LOREG).
Els grups polítics (partits polítics, coalicions, federacions i agrupacions d'electors) poden presentar candidatures en forma de llistes tancades i bloquejades. Açò vol dir que l'únic vot que disposa l'elector té forma de llista i no pot modificar-la.
La fórmula electoral és la llei D'Hondt.
Si un diputat mor, és incapacitat o renúncia a ser-ho, l'escany s'atribueix al candidat o suplent de la mateixa llista segons l'ordre.
Les primeres eleccions al Parlament Europeu celebrades a Espanya foren les de 10 de juny de 1987.